# 住民自治
住民自治（じゅうみんじち）とは政治学用語の一つで、地方自治が行われる際に、住民参加で行われる形式。
アメリカ合衆国では住民自治が広く認められており、地方自治が行われる際の基盤となっている。アメリカでは自治体の創設そのものが住民の意思に基づいており、アメリカの都市は住民自身によって一つの法人が構成されたという形であり、その際に住民自身が採択した政治組織を明示したものが市政憲章である。このことからアメリカでは市の政治形態は多様である。
これに対して日本では日本国憲法第92条の本旨となっているが、住民参加といっても条例や改廃の請求、議会の解散請求、首長、議員の解職請求が認められているに過ぎない。